# Sergej Koeznetsov
Sergej Petrovitsj Koeznetsov (Russisch: Сергей Петрович Кузнецов) (Leningrad, 14 februari 1954) was een basketbalspeler die uit kwam voor verschillende teams uit de Sovjet-Unie. Hij kreeg de onderscheiding Meester in de sport van de Sovjet-Unie in 1975.

## Carrière
Koeznetsov spelde zijn hele carrière voor Spartak Leningrad. Met Spartak werd hij één keer landskampioen van de Sovjet-Unie in 1975. Spartak was op dat moment een van de sterkste teams in de Sovjet-Unie. Koeznetsov maakt het winnende punt in de finale om het kampioenschap tegen CSKA Moskou. Koeznetsov werd ook vier keer tweede, en drie keer derde in de competitie. Ook in Europa behaalde hij succes met twee keer winst in de Saporta Cup in 1973 en 1975. In 1978 won Koeznetsov de USSR Cup.
Hij studeerde af aan de Maritieme Technische Universiteit van Leningrad (GDOLIFK).

## Erelijst
- Landskampioen Sovjet-Unie: 1
  - Winnaar: 1975
  - Tweede: 1973, 1974, 1976, 1978
  - Derde: 1981, 1985, 1986
- Bekerwinnaar Sovjet-Unie: 1
  - Winnaar: 1978
- Saporta Cup: 2
  - Winnaar: 1973, 1975